# SG 바텐샤이트 09

SG 바텐샤이트 09(SG Wattenscheid 09)는 1909년에 창단된 독일 보훔 주 바텐샤이트를 연고로 하는 축구 클럽이다.

## 선수 명단

### 현역
참고: FIFA 자격 규정에 따라 소속된 국가대표팀 국기를 표시합니다. 선수는 복수의 FIFA 비회원국 국적을 가지고 있을 수 있습니다.
| 번호 | 포지션 | 국적 | 이름        |
| ---- | ------ | ---- | ----------- |
| 3    | DF     |      | 고은석      |
| 11   | MF     |      | 히반 쿠오낭 |

| 번호 | 포지션 | 국적 | 이름 |
| ---- | ------ | ---- | ---- |

## 역대 감독
| 감독            | 임기        |
| --------------- | ----------- |
| 한스페터 브리겔 | 1994 ~ 1995 |